# 清見村立大原小学校楢谷分校
清見村立大原小学校楢谷分校（きよみそんりつ おっぱらしょうがっこう　ならだにぶんこう）は、かつて岐阜県大野郡清見村（現・高山市清見町）に存在した公立小学校。

## 概要
- 大原小学校の分校であり、清見村大字楢谷（現・高山市清見町楢谷）に存在した。

## 沿革
- 1899年（明治32年）
  - 9月 - 清見村大字楢谷に大原尋常小学校楢谷分教場として開校。楢谷寺[注釈 2]を仮校舎とする。
  - 11月 - 校舎を新築し、移転。
- 1930年（昭和5年） - 大原尋常高等小学校楢谷分教場に改称する。
- 1941年（昭和16年）4月1日 - 大原国民学校楢谷分教場に改称する。
- 1947年（昭和22年）4月1日 - 清見村立大原小学校楢谷分校に改称する。1～6年生が通学する。
- 1965年（昭和40年）4月 - 5・6年生は本校の大原小学校への通学となり、1～4年生のみの通学となる。
- 1966年（昭和41年）3月 - 通年での授業を廃止。冬季分校となり、清見村立大原小学校楢谷冬季分校となる。
- 1970年（昭和45年）3月 - 廃校。